# Loivos (Chaves)
Loivos é uma povoação portuguesa do Município de Chaves que foi sede da extinta Freguesia de Loivos, freguesia que tinha 11,78 km² de área e 553 habitantes (2011), e, por isso, uma densidade populacional de 46,9 hab/km².
A Freguesia de Loivos foi extinta em 2013, no âmbito de uma reforma administrativa nacional, tendo sido agregada à freguesia de Póvoa de Agrações, para formar uma nova freguesia denominada União das Freguesias de Loivos e Póvoa de Agrações da qual é a sede.
Da freguesia de Loivos fez parte também a aldeia do Seixo.

## População
| Número de habitantes | Número de habitantes | Número de habitantes | Número de habitantes | Número de habitantes | Número de habitantes | Número de habitantes | Número de habitantes | Número de habitantes | Número de habitantes | Número de habitantes | Número de habitantes | Número de habitantes | Número de habitantes | Número de habitantes |
| -------------------- | -------------------- | -------------------- | -------------------- | -------------------- | -------------------- | -------------------- | -------------------- | -------------------- | -------------------- | -------------------- | -------------------- | -------------------- | -------------------- | -------------------- |
| 1864                 | 1878                 | 1890                 | 1900                 | 1911                 | 1920                 | 1930                 | 1940                 | 1950                 | 1960                 | 1970                 | 1981                 | 1991                 | 2001                 | 2011                 |
| 759                  | 797                  | 917                  | 950                  | 967                  | 927                  | 1 008                | 1 100                | 1 169                | 1 254                | 1 045                | 970                  | 754                  | 629                  | 553                  |

(Obs.: Número de habitantes "residentes", ou seja, que tinham a residência oficial nesta freguesia à data em que os censos  se realizaram.)

## Património
- Castro de Loivos ou Castro Muradal